# QV18
QV 18 est un des tombeaux situé dans la vallée des Reines, dans la nécropole thébaine, sur la rive ouest du Nil face à Louxor en Égypte.

## Description
QV 18 est une tombe anonyme datant de la XVIIIe dynastie, probablement construite pendant le règne d'Amenhotep III. Elle est constituée d'un puit qui relie la surface à une chambre, dont le plafond est grandement fracturé, creusée dans de la marne et du schiste argileux.
Une équipe du CNRS y a mis au jour des masques funéraires en bois, des morceaux brûlés de sarcophages et des restes humains. En décembre 2010, une équipe conjointe du CNRS et du CSA y a découvert cinq sacs et deux caisses de poterie et deux autres sacs et deux d'os brisés.

## Découverte
La tombe a probablement été réutilisée durant la Troisième Période intermédiaire. Elle est explorée par Elizabeth Thomas, qui y décèle des traces d'un possible passage précédent d'Ernesto Schiaparelli, puis à nouveau en 1987 par une équipe franco-égyptienne.